# Panzerbrigade 104
De Duitse Panzerbrigade 104 was een Duitse Panzerbrigade van de Wehrmacht tijdens de Tweede Wereldoorlog. De brigade kwam alleen in actie in de herfst van 1944 bij de verdediging van Oost-Pruisen.

## Krijgsgeschiedenis

### Oprichting
Panzerbrigade 104 werd opgericht op 18 juli 1944 rond Fallingbostel in Wehrkreis XI, uit o.a. de 233e Reserve Panzerdivisie en uit Panther-Abteilung 104.

### Inzet
Nog voordat de training compleet was, werd de brigade al, op basis van de situatie rond Warschau, naar het Oostfront gebracht. Het transport vond plaats midden augustus per trein naar Eydtkau in Oost-Pruisen en kwam daar tussen 16 en 18 august aan. Al op 21 en 22 augustus volgde de eerste inzet, met tegenaanvallen bij de Litouwse grens bij Schaken, als ondersteuning voor de 561e Grenadierdivisie en de 1e Infanteriedivisie. Tussen 26 en 28 augustus werd de brigade per trein verplaatst naar het gebied noordelijk Scharfenwiese. Daarmee viel de brigade onder het 2e Leger. Op 27 en 28 augustus werd de brigade bij de 3e Cavaleriebrigade ingezet voor een tegenaanval, maar moesten ook vijandelijke aanvallen afgeslagen worden. Tot eind augustus werd de brigade als flankbescherming voor het Cavaleriekorps ingezet ter verdediging van het gebied Borowcew. Begin september begaf de brigade zich naar Ostenburg (Pułtusk). Vanaf 3 september ondernam de brigade tegenaanvallen bij de 542e Grenadierdivisie en de 292e Infanteriedivisie. Dit diende de stabilisering van het front van het 2e Leger aan de Narew bij Różan. Tot medio september ging de brigade bij Obrębek in de verdediging over. Daarna nam de brigade de verdediging over aan het Sovjet bruggenhoofd aan de Narew, en bleef hier tot 7 oktober. Na het vastlopen van de Duitse tegenaaval op het bruggenhoofd, werd de brigade de volgende dag als ondersteuning bij de 28e Jägerdivisie geplaatst. Op 9 en 10 oktober trok de brigade naar Stary Golymin – Mackeim. Hier werd hij ingezet tegen het Sovjet bruggenhoofd Różan en dekte de aftocht van de 7e Infanteriedivisie naar het noorden. Vervolgens werd de brigade ingezet ter verdediging van Chiliny. Na enkele rustige dagen bij het Cavaleriekorps, volgde weer een inzet bij de 7e Infanteriedivisie rond mackein. Op 24 en 25 oktober leed de brigade zware verliezen bij ondersteuning van Infanterieregiment 62 bij Swelice – Klepowo. Er volgde een tegenaanval bij Pułtusk. In Klepowo werd een Sovjet aanval door de stafgroep zelf, onder persoonlijke aanvoering van de brigadecommandeur Oberstleutnant Gehrke, afgeslagen. Maar sindsdien werd de commandant vermist. Majoor Weidenbrück nam het bevel over. Op 30 en 31 oktober voerde de brigade succesvolle tegenstoten uit bij de 5e Jägerdivisie bij Olszak. Na de Sovjet doorbraak door de frontlinie bij de Pelta kreek lanceerde de brigade op tijd een tegenaanval waardoor de oude Duitse linie werd hersteld en 45 Russische tanks werden vernietigd. Een nachtaanval, met een gepantserde groep van de 6e Panzerdivisie, op 1 november, mislukte echter onder grote verliezen. Tot 8 november werd de brigade nog als reserve voor het korps gebruikt. Vanaf 9 november werd de brigade per spoor naar Warschau verplaatst. 

### Einde
Panzerbrigade 104 werd medio november 1944 opgeheven en het personeel werd gebruikt voor de heroprichting van de 25e Panzerdivisie. 
De Pz.Abt. werd I./Pz.Rgt. 9 en het Gren.Btl. werd I./Pz.Gren.Rgt. 147.

### Slagorde
- Panzerabteilung 2104 met 3 compagnieën (3 Panther tank compagnieën (36 stuks))
- Panzergrenadierbataljon 2104 met 3 compagnieën
- Brigade-eenheden niet met nummer 2104

## Commandanten

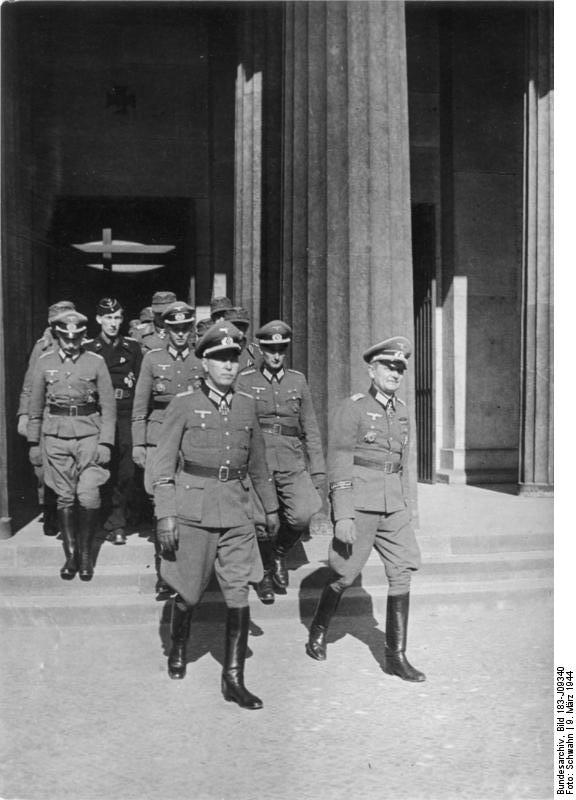
Oberstleutnant Kurt Gehrke (rechts vooraan)

| Rang            | Naam                | Begin           | Eind                |
| --------------- | ------------------- | --------------- | ------------------- |
| Oberstleutnante | Kurt Gehrke         | 18 juli 1944    | 24 oktober 1944     |
| Major           | Wilhelm Weidenbrück | 24 oktober 1944 | medio november 1944 |